# Evrima
El Evrima es un yate-crucero propiedad de The Ritz-Carlton Yacht Collection, una marca de la cadena hotelera Ritz-Carlton.

## Historia
En 2018, la cadena hotelera Ritz-Carlton anunció por primera vez que construiría un megayate para una nueva marca y ofrecería cruceros con él a partir de febrero del año 2020. El primer buque se llamaría Azora y la quilla se colocó en el astillero Hijos de J. Barreras de Vigo, España, el 11 de enero de 2018. Su botadura se produjo a principios de octubre de 2018.
En septiembre de 2019, la marca anunció que el barco pasaría a llamarse Evrima. Su puesta en servicio se pospuso hasta junio de 2020 debido a retrasos en la construcción.
Después de más retrasos, Ritz-Carlton anunció que el mes de abril del año 2021 sería la nueva fecha en la que el buque realizaría sus travesías. En enero de 2021 se produjo otro aplazamiento a julio de ese mismo año, con una primera temporada de verano en el Mediterráneo. En marzo de 2021 el barco fue trasladado por la armadora a la factoría naval Astander de Santander, donde, entre otros trabajos en el exterior, se realizó el pintado del casco. A finales de marzo, debido a la pandemia de COVID-19, la puesta en servicio se pospuso nuevamente para el 10 de noviembre de 2021, con un viaje inaugural por el Caribe. A principios de marzo de 2022, se fijó como nueva fecha agosto de 2022. En junio de 2022, el Evrima completó sus pruebas en el mar. A finales de mes, el viaje inaugural se pospuso nuevamente del 6 de agosto al 31 de agosto de 2022, después de que una huelga de trabajadores metalúrgicos en Cantabria retrasara la finalización de los trabajos. Finalmente, el barco no se puso en servicio hasta el 15 de octubre, más de dos años y medio después de la fecha inicialmente prevista de febrero de 2020.
El 5 de noviembre de 2022, el Evrima fue bautizado en Lisboa por los hijos del director general de la marca, Douglas Prothero, y un empleado de la cadena hotelera Marriott International.